# Pilea suffruticosa
Pilea suffruticosa är en nässelväxtart som beskrevs av Johann Wilhelm Krause. Pilea suffruticosa ingår i släktet pileor, och familjen nässelväxter. Inga underarter finns listade i Catalogue of Life.